# Ancien cimetière juif (Riga)
L'ancien cimetière juif (en letton : Vecā ebreju kapsēta ou Vecie ebreju kapi) est un parc public dans le voisinage de Maskavas forštate à Riga en Lettonie.

## Présentation
L'ancien cimetière a existé de 1725 à 1941,.
Le territoire de l'ancien cimetière juif a été transformé en parc délimité par les rues Tėjas iela, Līksna iela, Virsaiša iela, Ebreju iela et Lauvas iela.
La superficie du parc est de 2,8 hectares.

## Histoire
Les premiers cimetières juifs de la ville de Riga ont été créés en 1725, jusqu'à cette époque les Juifs devaient enterrer leurs morts en  Lituanie ou dans les cimetières juifs situés près de Jelgava.
La rue du cimetiere juif  (en letton : Ebreju kapu iela), apparaît dans les journaux et les carnets d'adresses de Riga dans les années 1860.
Un grand mur de briques a été construit autour des tombes, qui est encore partiellement conservé aujourd'hui. Un portail d'entrée à l'angle des rues Līksna iela et Ebreju iela, ainsi qu'un garage pour corbillards a été construit en 1904 selon les plans de l'architecte Pauls Mandelštams (lv) et un chapelle construite à la fin du XIXe siècle.
Après la création du nouveau cimetière juif, l'ancien cimetière a été fermé, bien que l'enterrement des proches se soit poursuivi pendant au moins 10 ans.
En tout, environ 6000 personnes y ont été enterrées.
Pendant l'occupation allemande de la Lettonie en 1941, le vieux cimetière juif était inclus dans le territoire du ghetto de Riga et 800 à 1 000 personnes furent assassinées dans les rues et les maisons du ghetto le 30 novembre 1941, et des membres des groupes de résistants y ont été enterrés dans une fosse commune. Après la Seconde Guerre mondiale, les plaques tombales laissées dans les cimetières ont été volées et utilisées pour la construction.
Dans les années 1960, l'ancien cimetière juif a été transformé en parc des Brigades communistes avec des sentiers piétonniers et des bancs.
Après la Restauration de l'indépendance de la Lettonie (lv), le parc a retrouvé son ancien nom et une pierre commémorative avec une étoile de David réalisée par le sculpteur Uldis Sterģis a été découverte près de l'ancienne porte d'entrée, qui a été apportée de l'emplacement de la Grande Synagogue de la rue Gogoļa iela.
En 2007, une deuxième pierre commémorative avec l'inscription en letton, anglais et hébreu « Voici le vieux cimetière juif (1725-1941) » a été dévoilée, et en 2011, un panneau d'information a été placé près de l'étoile de David. En 2015, le réalisateur Sergejs Loznica a tourné un court métrage documentaire intitulé « Vecie ebreju kapi », dédié à la mémoire des Juifs de Riga.

## Flore
Le parc abrite quatre espèces d'arbres locales (érable, chêne, buis et orme), ainsi que neuf espèces d'arbres et d'arbustes importées.
À la base se trouvent les anciennes plantations du cimetière surtout beaucoup de tilleuls hollandais.
Des érables sycomores et des marronniers d'Inde ont également été plantés. Les trembles blancs, les peupliers du Maryland et Populus x petrowskiana poussent le long des rues. Les arbustes sont le chèvrefeuille de Tartarie, le philadelphus et le rosier rugueux.

## Galerie

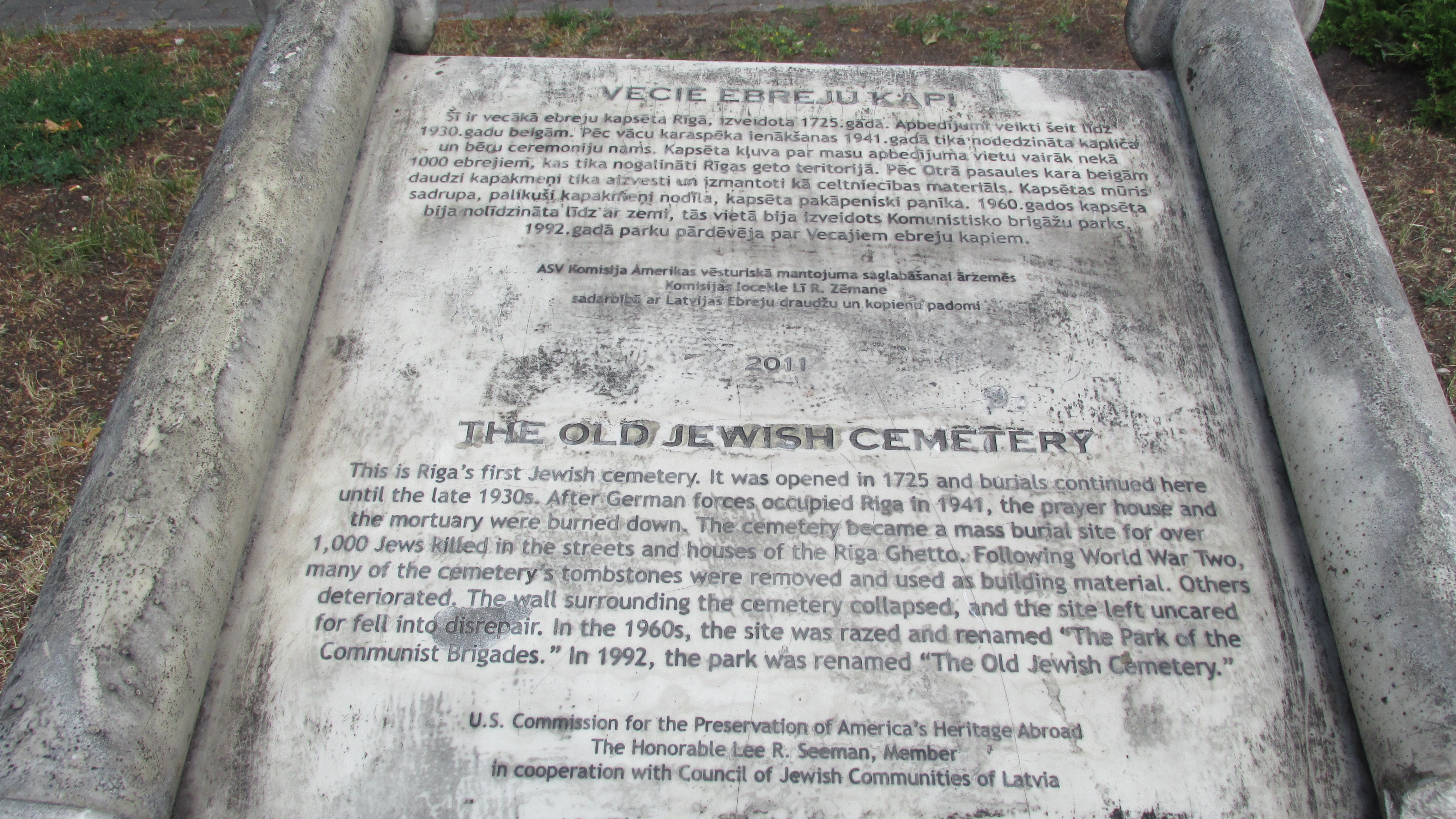
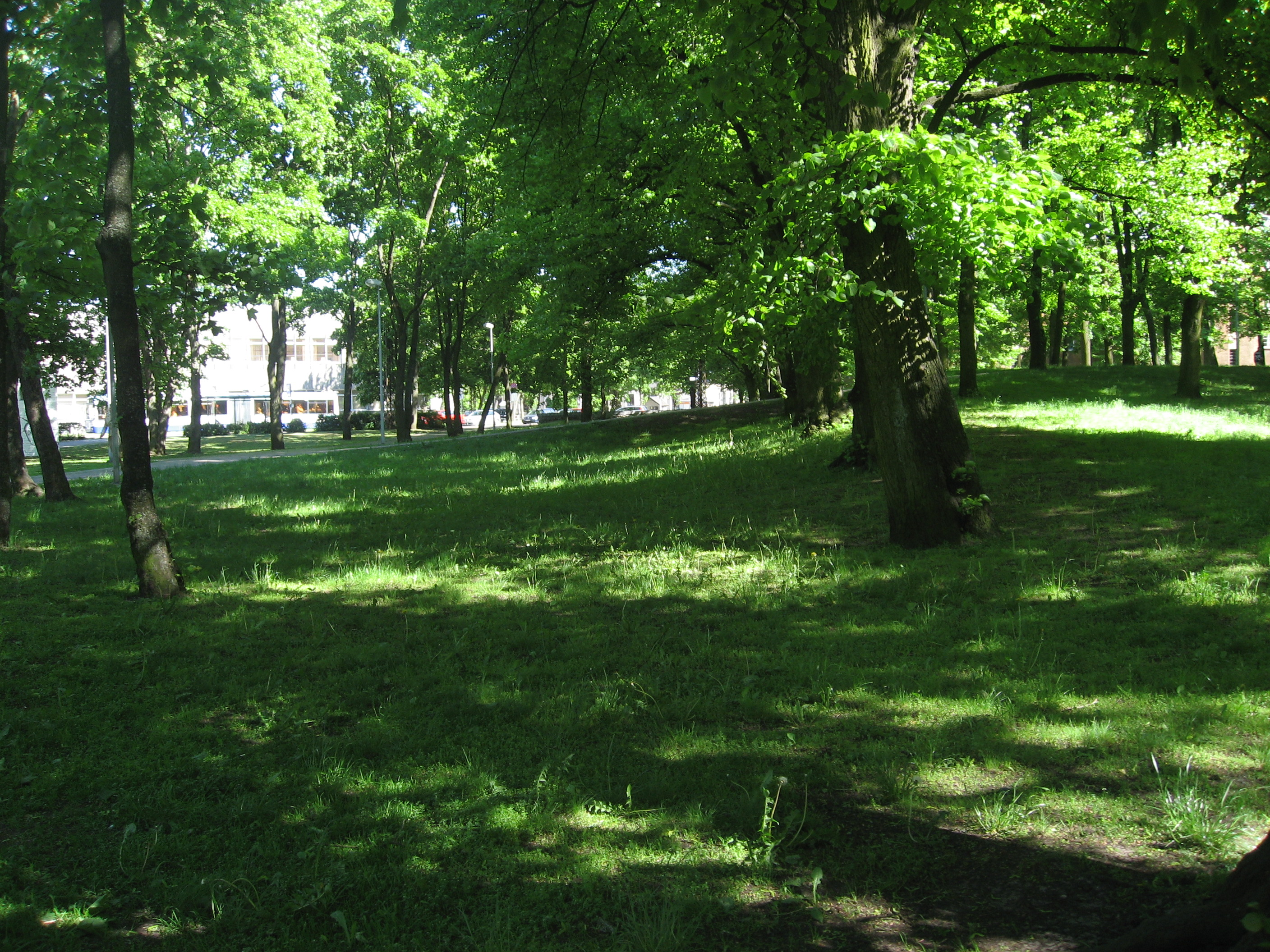
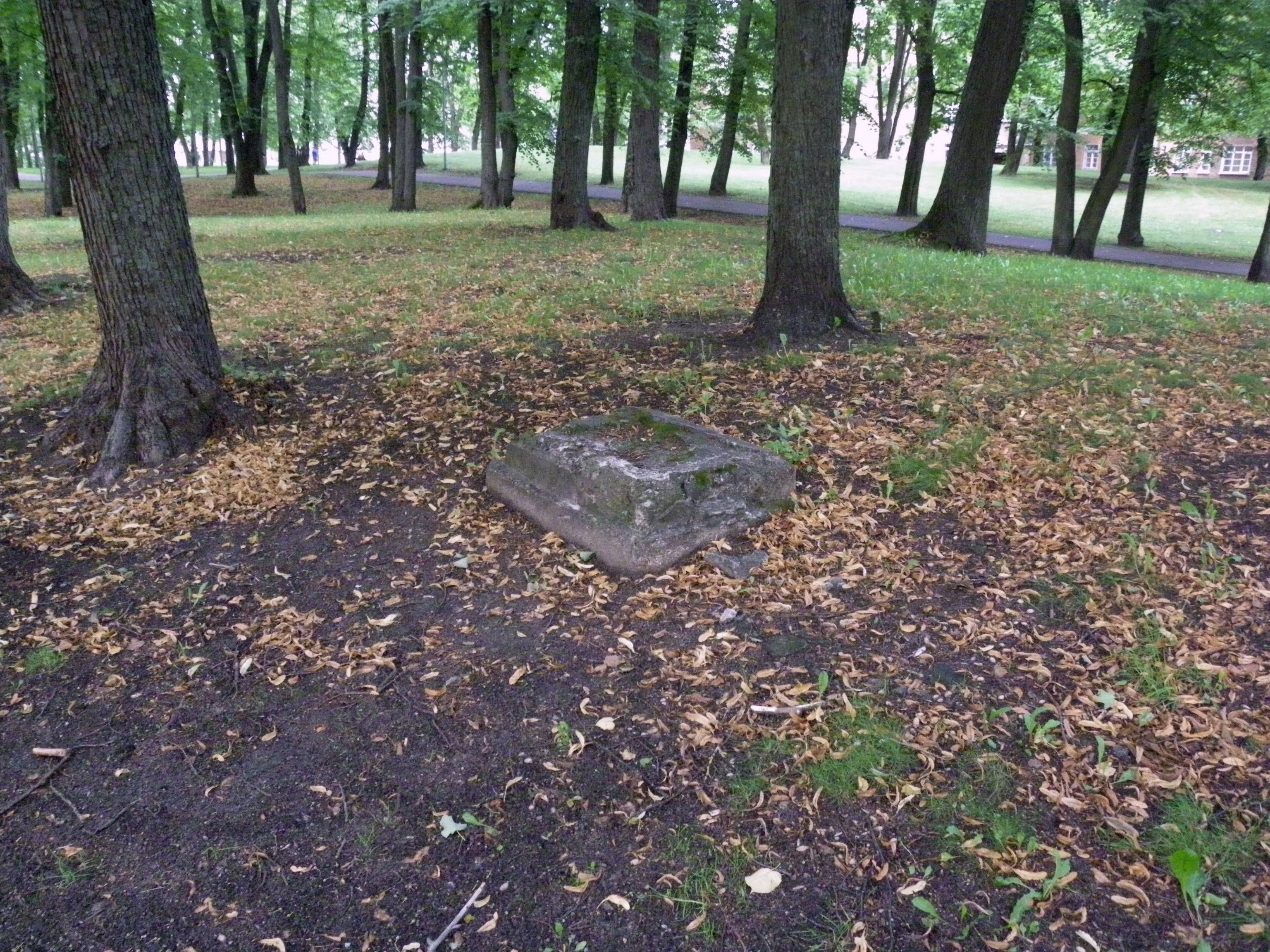
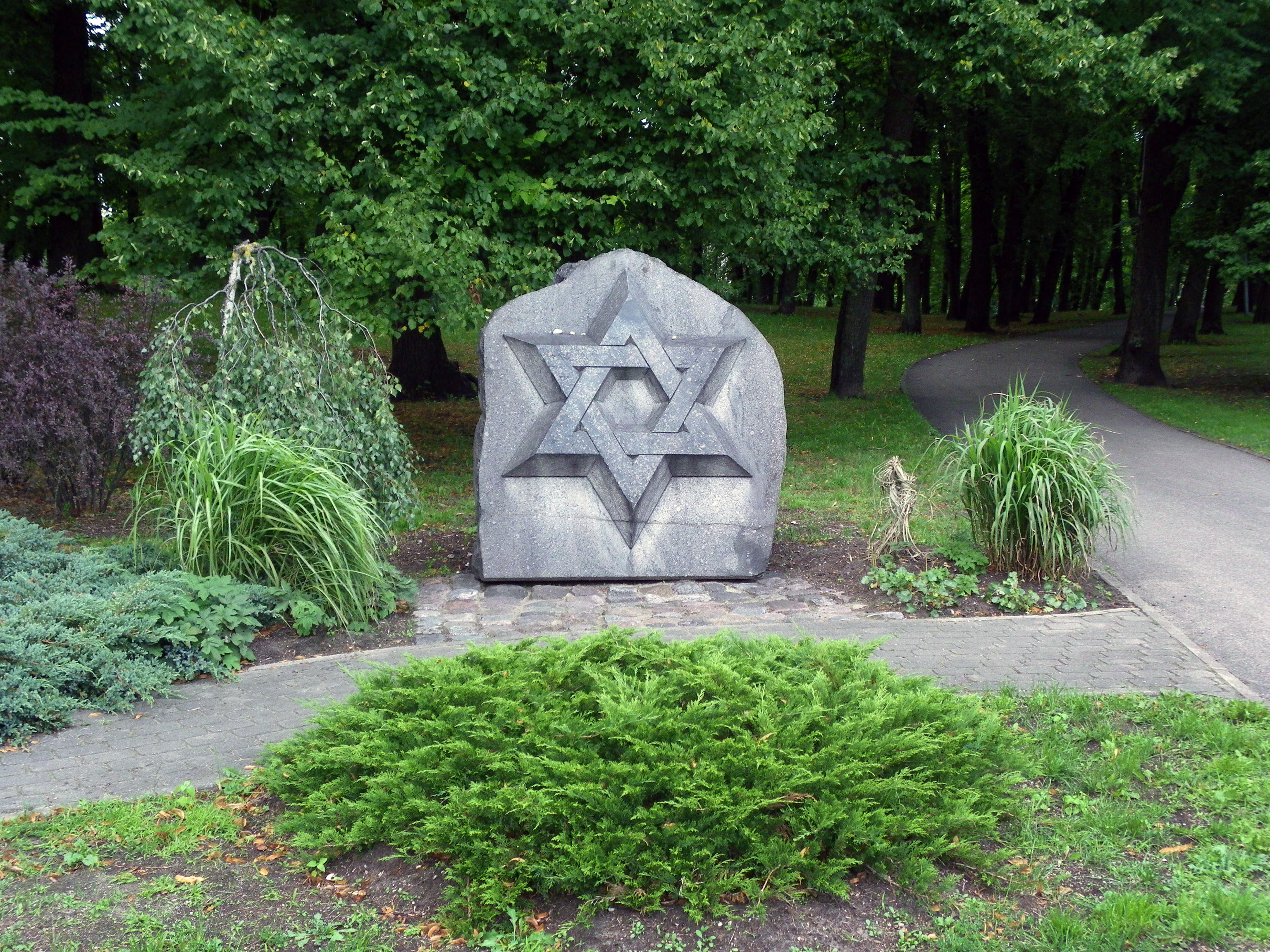
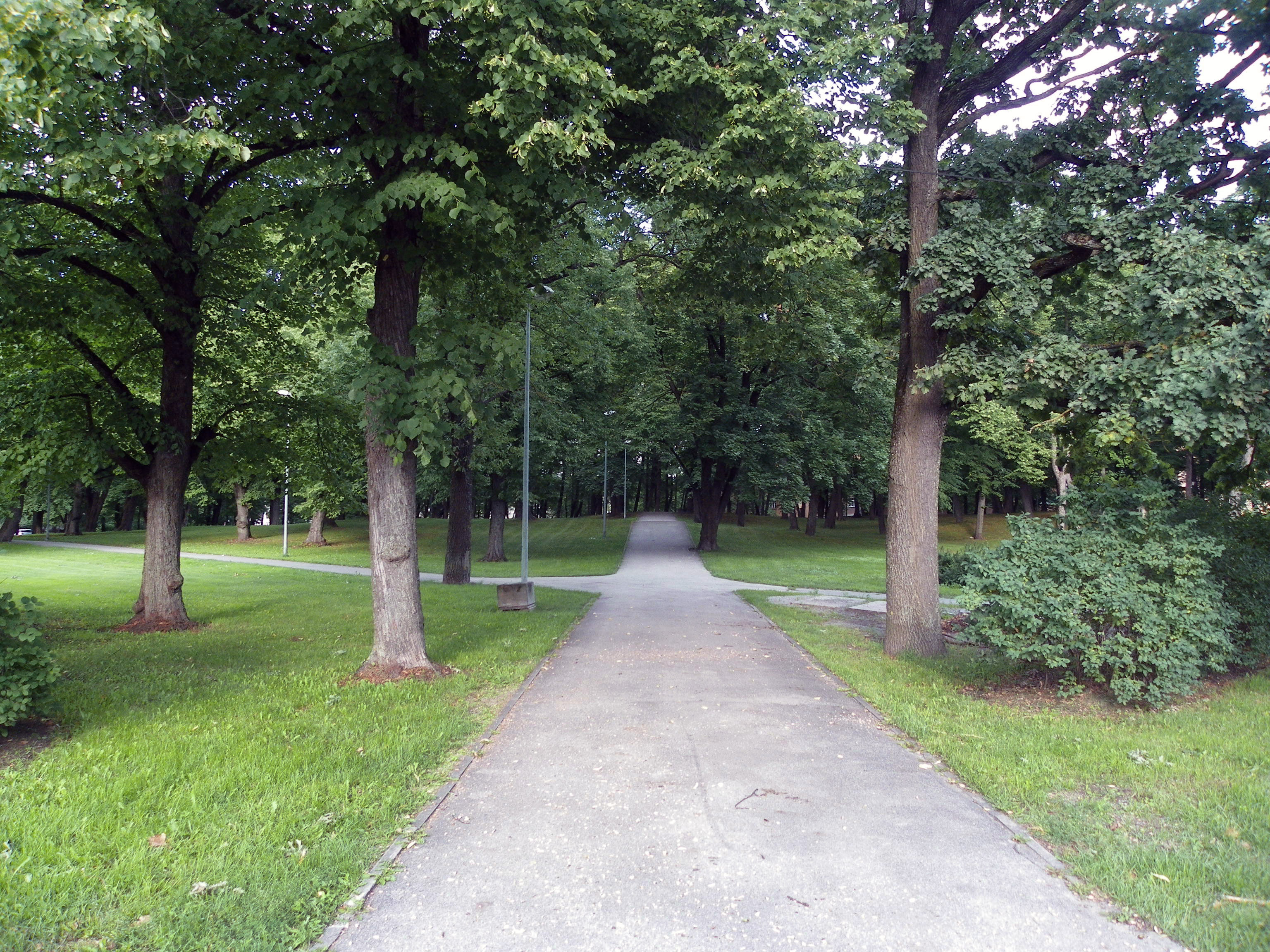
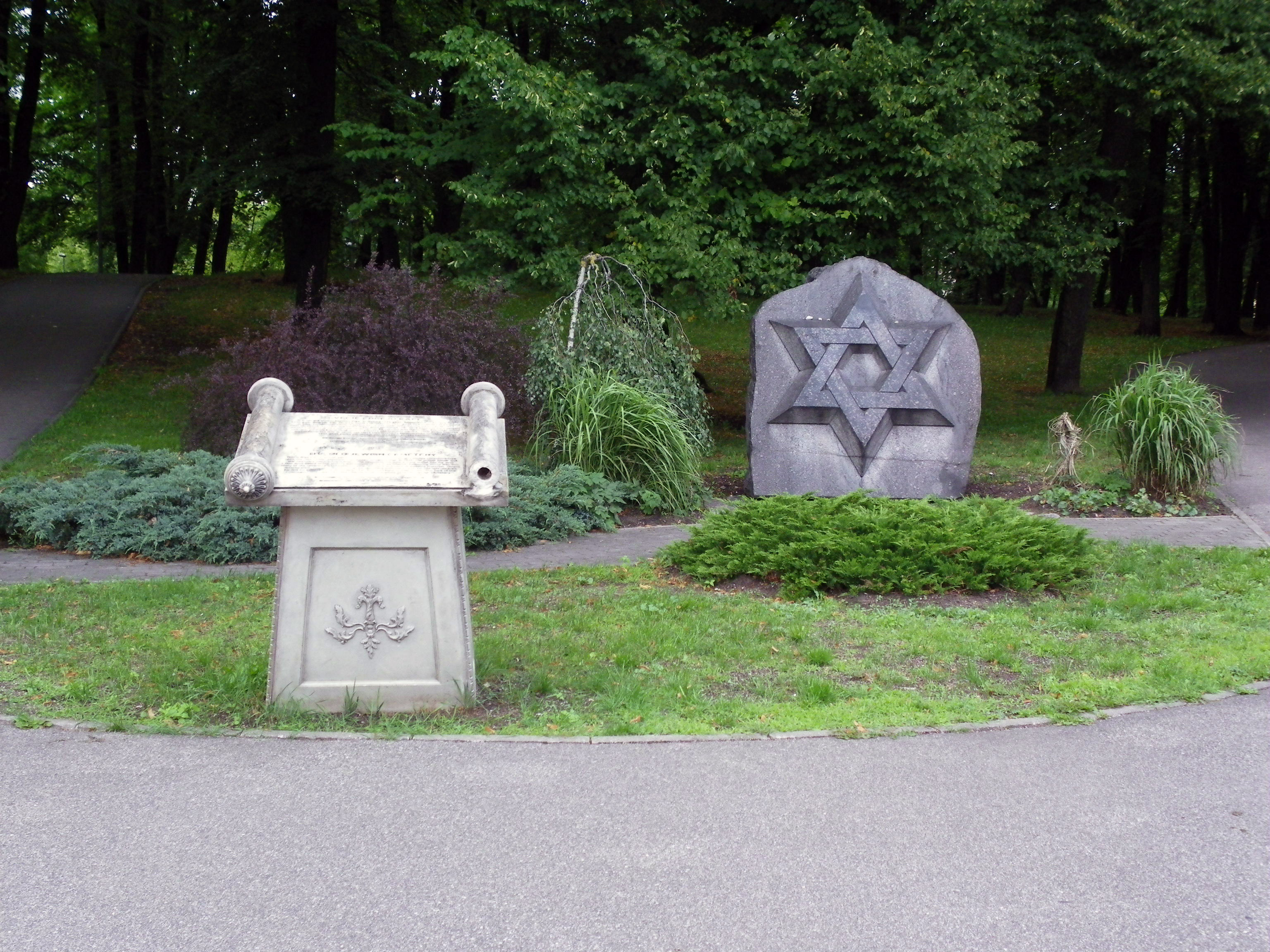
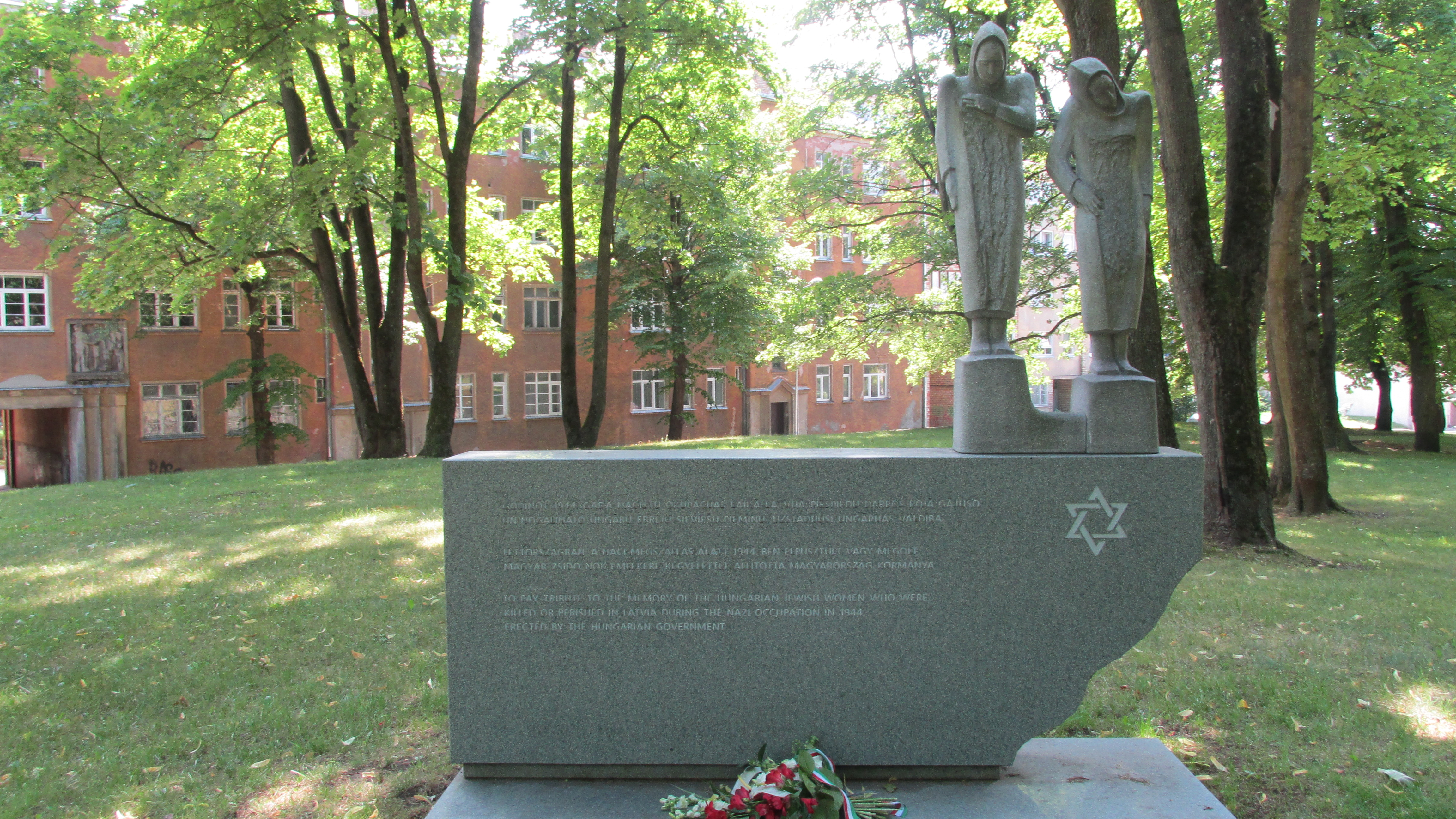